# Kasino

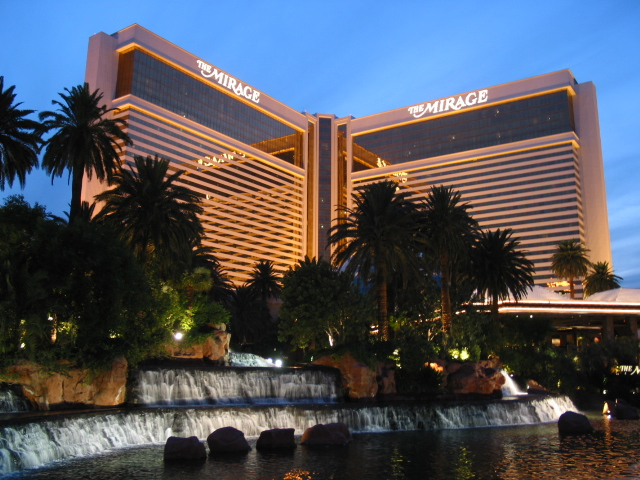
Mirage Casino, ležící na Las Vegas Strip, patří k největším na světě

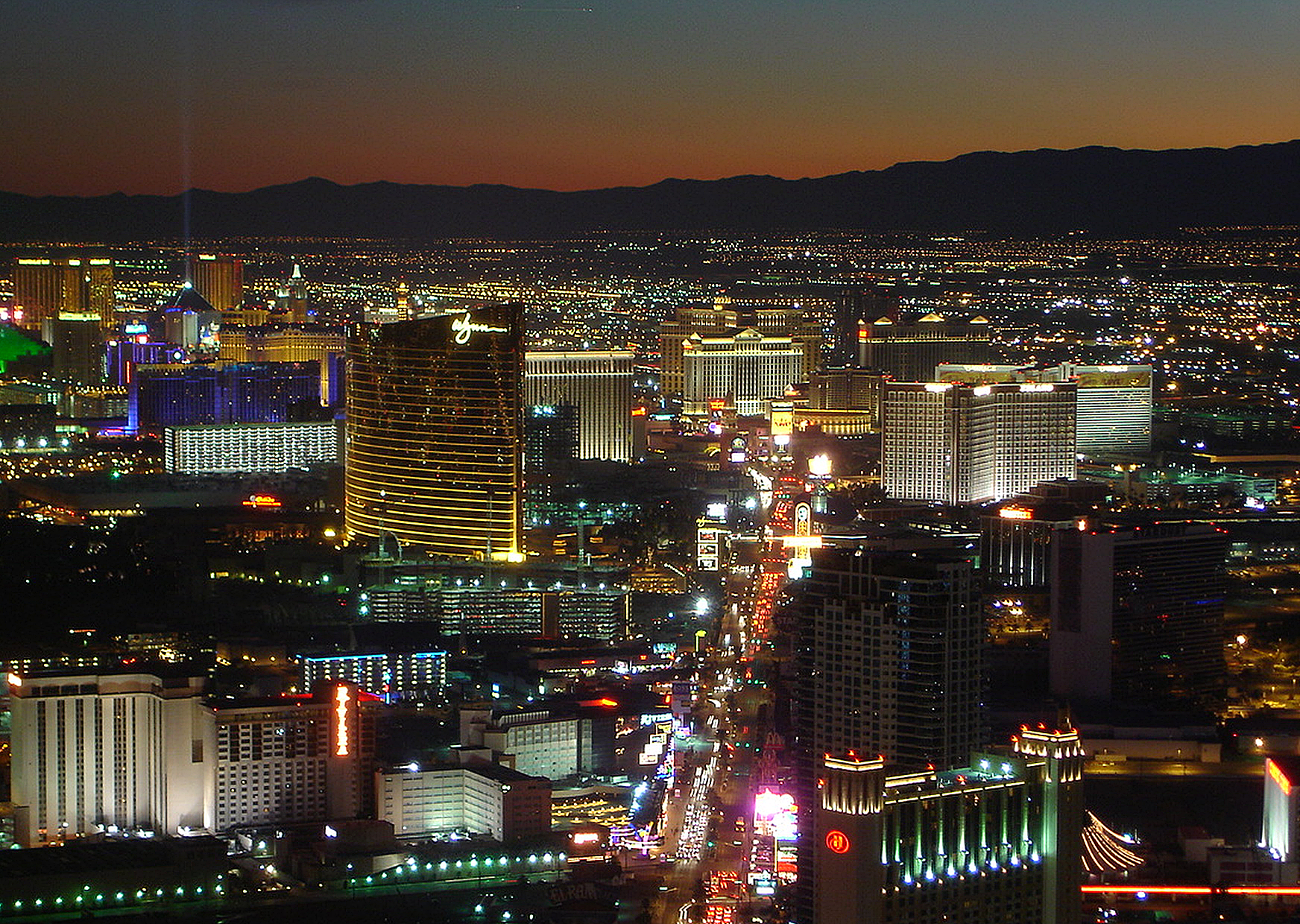
Las Vegas Strip nabízí největší koncentraci kasin

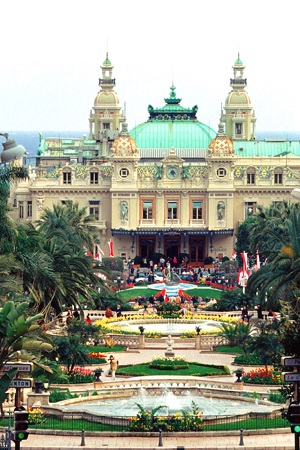
Název kasino vznikl podle jednoho z nejstarších kasin v Evropě, které se nachází v Monte Carlu (Casino de Monte Carlo)

Kasino je podnik, kde se provozují určité typy hazardních her. Kasina jsou běžně sdružena nebo umístěna poblíž hotelů, restaurací a obchodů. Při hrách se zde obvykle používají speciální žetony, které je třeba si zakoupit předem. Eventuální výhra je také v žetonech, které si hráč při odchodu z kasina vymění za reálné peníze u obsluhy. Největší kasina jsou v Monte Carlu, Las Vegas, Macau nebo v Atlantic City.
V drtivé většině států není vstup do kasin povolen osobám mladším 18 let. Výjimkou jsou Spojené státy a několik dalších států, kde je tato věková hranice stanovena na 21 let.

## Historie hazardu
Mnoho hazardních her provozovaných v současných kasinech se inspirovalo z historicky doložených her. První zmínky o hazardních hrách sahají až do letopočtu 2400 př. n. l. Je obecně známo, že gamblerství bylo vždy rozšířeno ve všech sociálních skupinách, jakkoliv to mohly být hry různého typu. Již v dobách antické Římské říše zákonodárci nařizovali, aby se všechny děti naučily zacházet s kostkami a hrát s nimi. Francie si připsala prvenství ve vynálezu hracích karet v roce 1387. Balíčky karet se začaly masově vyrábět po vynálezu knihtisku mohučským občanem Johannesem Gutenbergem kolem roku 1450. Napoleon Bonaparte se rád věnoval hře zvané vingt-et-un („jednadvacet“), která je dnes známa jako blackjack či oko.

## Hry provozované v kasinech
Zákazníci v kasinech mohou hrát v hracích automatech nebo dalších hrách závisejících na náhodě (ruleta) a některých případech na dovednostech (blackjack, poker). Hry obvykle mají matematicky předurčenou vyhlídku, že kasino vydělává pomocí malé procentuální výhody, kterou má kasino nad hráčem. Toto číslo se liší především na typu zvolené hry, kdy mezi nejvýhodnější patří například blackjack či videopoker. Naopak největší výhodu kasino má u hracích automatů.[zdroj?]
Mezi nejrozšířenější hry v kasinech patří:

### Baccarat
Mezi hlavní znaky hry baccarat (nebo bakarat) patří vysoké sázky mezi dvěma soupeři, z nichž jeden představuje „rozdávajícího“ a druhý "hráče". Každý táhne karty a snaží se přehrát druhého tak, že se co nejvíce přiblíží součtu devět. Ve skutečnosti není třeba žádné zvláštní zručnosti, atraktivní na hře jsou vysoké sázky a skutečnost, že podíl podniku proti hráči je jedním z nejmenších ze všech kasinových her.

### Blackjack
Název „blackjack" je odvozený od zvláštního bonusu, který hráč získal za kombinaci pikového esa a černého spodka (křížový nebo pikový spodek, angl. black jack). Tento aspekt hry v průběhu let zastaral a není už součástí pravidel, ale hra si tento název zachovala. V mnoha kasinech je blackjack nejpopulárnější hazardní hrou. Má v sobě rysy, které hru dělají mimořádně zábavnou. Hráči především ovládají své vlastní karty a mohou hrát podle vlastního uvážení. V českém prostředí se lze setkat také se hrou Oko bere, která je často chybně považována právě za blackjack. Obě hry se hrají velmi podobně, ovšem zatímco blackjack se hraje s balíčkem o 52 kartách, Oko bere se hraje s balíčkem 32 karet.

### Kostky
Mezi všemi hrami s kostkami je craps považován za hlavní hazardní hru od Las Vegas až po Monte Carlo. Zisk kasina u hry craps je u základní verze pouze 1,4%, ale u většiny dalších sázek je výrazně vyšší.

### Keno
Na hře keno je lákavé, že při velkém štěstí lze vyhrát např. 10 000 dolarů z jednoho vloženého dolaru. Šance na takovou výhru je 1 : 379 639 [zdroj?]. Tato hra má však vysokou výhodu casina, a to okolo 25 %.

### Ruleta

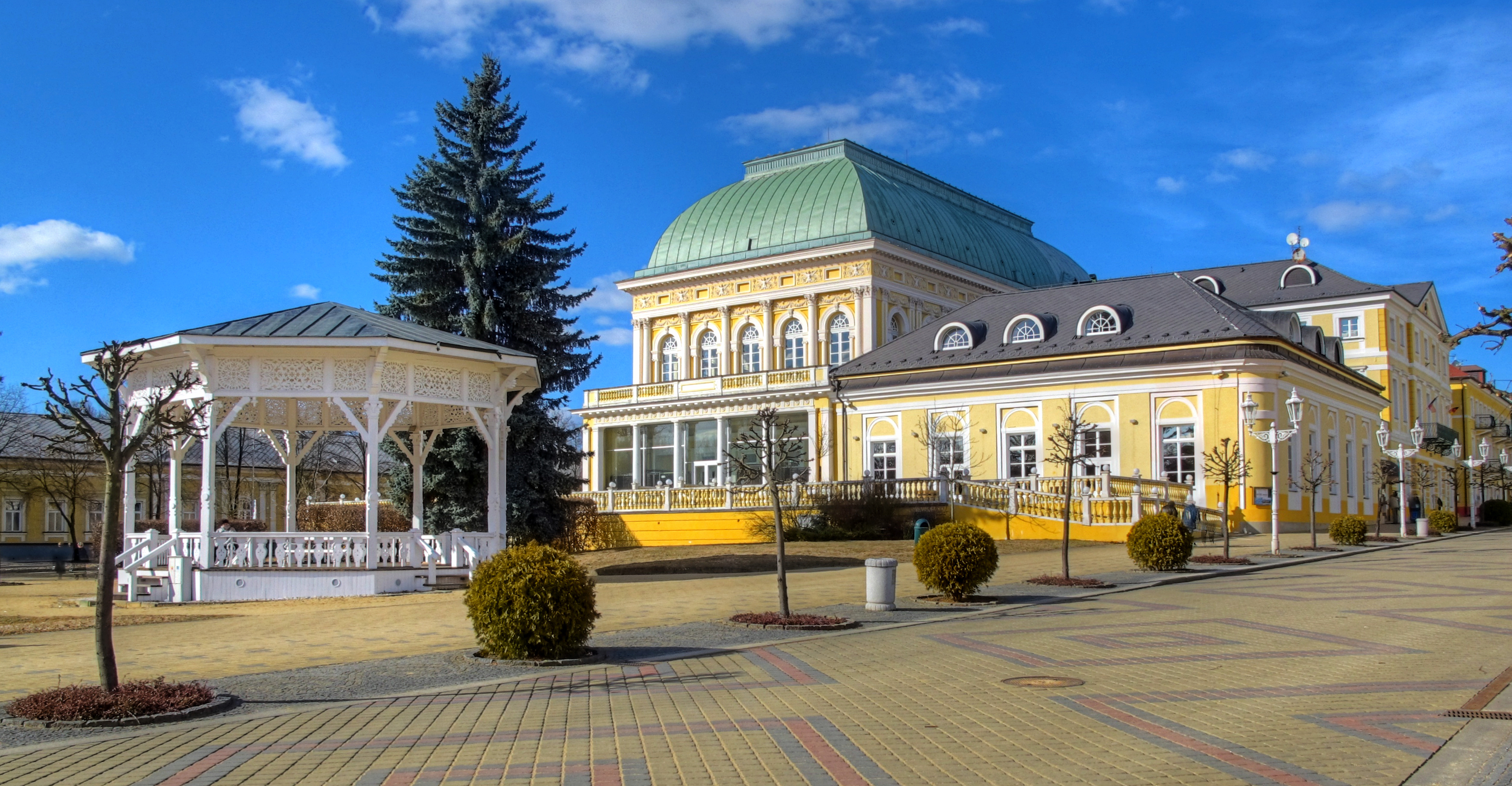
Kasino ve Františkových Lázních

Ruleta je královnou hazardních her. Ačkoliv sázecí poměry jsou vždy v hráčův neprospěch, může s trochou štěstí vyhrát velkou částku peněz. U jednočíselných sázek je vyplácená výhra 35:1 lákavě vysoká. Skutečný matematický sázecí poměr je u evropské rulety 36:1, což dává podniku zaručený podíl 2,7%. Samozřejmě je to při Americké verzi ruletě jiné, a to 1:37. Přestože je ruleta velmi nepředvídatelná, existují strategie, podle kterých je možné zvýšit své předpoklady na výhru. Rovněž existují pravidla, která snižují výhodu kasina a hráči tak v dlouhodobém horizontu prohrají méně. Jmenují se "La partage", "En prison" a "Surrender".

### Sloty (hrací automaty)
Návratnost sázek v hracích automatech pro hráče se pohybuje okolo 80 až 90%, ale leckdy i méně, což je ve srovnání např. s blackjackem (návratnost okolo 98%) poměrně málo. Proto je nutno si takovou hru dobře rozmyslet. Automaty, které náhodně generují čísla, tzv. RGN (Random Number Generator) jsou prakticky neporazitelné, přesto existují případy, kdy se lidem podařilo automaty oklamat. K jedné skupině se přiřazuje manipulace s hardwarem, konkrétněji se zásobníkem mincí. V další kategorii se hráčům podařilo oklamat software automatů a uhodnout algoritmus. Právě zde vzniká nejrychleji závislost na hazardních hrách, tedy patologické hráčství známé také jako gamblerství.

## Nejznámější světová kasina
- Kasino v Monte Carlu v Monaku bylo založeno v roce 1860 knížetem Karlem III. Monackým spolu s lázeňským komplexem na do té doby sotva obydleném monackém pobřeží. Kasino mělo zpříjemňovat hostům pobyt (bylo samozřejmě cíleno na velmi zámožnou klientelu), a mimo to mělo vylepšovat rozpočet knížectví. Dříve výnosy z něj představovaly významnou část rozpočtu, nyní je to jen asi 5 %[1][2][3].

- Bellagio – hotel a kasino umístěné na Stripu v Las Vegas ve státě Nevada, USA. Je ve vlastnictví firmy Benci Resort, která provozuje síť hotelů a kasin po celém světě, a byl postaven na místě, kde dříve stávaly hotel a kasino Dunes, než byl tento komplex na začátku roku 1993 zbourán.

- Mirage – Kasino Mirage se 3044 hotelovými pokoji bylo založeno v říjnu roku 1986 podnikatelem Stevem Wynnem v Las Vegas. Patří mezi nejdražší kasina v historii, celkové náklady na výstavbu činily 630 milionů dolarů.

- Venetian – v současnosti největší kasino světa, nacházející se v asijském Cotai Stripu. Komplex, u něhož celkové náklady na výstavbu přesáhly částku 2,4 mld. dolarů nabízí 7000 hracích automatů a přes 1500 stolních hazardních her. K dispozici jsou i 3000 pokojů, sportovní aréna pro 15 tisíc lidí a 100 tisíc čtverečních metrů prostorů pro konference a jednání.

## Rozšíření kasin ve světě
| Město      | Počet kasin | Počet kasin na milion obyvatel | Počet obyvatel | Počet obyvatel |
| ---------- | ----------- | ------------------------------ | -------------- | -------------- |
| Praha      | 99          | 77,0                           | 1 285 754      | 2010           |
| Vídeň      | 1           | 0,6                            | 1 691 468      | 2009           |
| Londýn     | 29          | 3,9                            | 7 355 400      | 2006           |
| Moskva     | 29          | 2,8                            | 10 504 718     |                |
| Vilnius    | 10          | 18,4                           | 542 809        | 2007           |
| Riga       | 9           | 12,4                           | 727 578        | 2006           |
| Varšava    | 7           | 4,1                            | 1 710 076      | 2008           |
| Dublin     | 7           | 13,8                           | 505 739        |                |
| Bratislava | 3           | 7,0                            | 431 061        | 2009           |
| Las Vegas  | 122         | 214,9                          | 567 641        | 2009           |

## Online kasina
Vznik internetu umožnil provoz kasin i v online prostředí. Hráči nemusí navštěvovat kamenné pobočky, ale hrají ze svého počítače, případně i mobilních zařízení. Od 1. ledna 2017 vešel v platnost nový zákon o hazardních hrách, který online kasinům zavádí povinnost získání licence. Tyto licence uděluje Ministerstvo financí České republiky. V roce 2021 provozovaly online kasina tyto společnosti, Apollo Games, Fortuna entertaiment games, Sazka hry. V online kasinech hráči mají možnost hrát i za virtuální měnu bitcoin.